# Original War
Original War je počítačová hra z roku 2001 brněnské firmy Altar Interactive. Jde o realtimovou strategii s prvky her na hrdiny, obsahuje dvě kampaně, několik alternativních konců a možnost hrát v modu multiplayer. Hra je kompletně v češtině, angličtině, francouzštině, němčině a španělštině, titulky byly dále přeložené do ruštiny, italštiny, polštiny a japonštiny.

## Námět
Hra je volně inspirována románem Poslední den stvoření Wolfganga Jeschkeho. V knize jsou americké vojenské jednotky vyslány dva miliony let nazpět strojem času, kde mají přečerpat všechnu ropu z oblasti Blízkého východu na americké území. Důvodem je strach z obrovských zisků arabských zemí a jejich obtížně kontrolovatelný fanatický nacionalismus. Ovšem nápad takovéto cesty v čase neměli jen Američané. Ve hře se ale nebojuje o ropu, tu zde nahrazuje fiktivní nerost zvaným siberit.

## Příběh

### Americká verze
Ve hře Američané objeví na Sibiři poblíž místa dopadu Tunguzského meteoritu záhadný artefakt mimozemského původu EON (Extraterrestrial Object Nexus), který převezou do USA. Zde vědci zjistí, že se jedná o stroj času, avšak během experimentů spotřebují veškerou energii přístroje. Artefakt je uložen v Oblasti 51, kde čeká na své případné využití. Nedostatek energie, která EON blokuje, řeší objev nového prvku siberitu, ale veškerá ložiska tohoto nerostu se nacházejí na Sibiři. Američanům se podaří získat malé množství siberitu a nakrátko zprovoznit EON. Do minulosti vyšlou zvláštní tým, který má za úkol vytěžit siberit a zakopat ho na území Aljašky, neboť před dvěma miliony let byly Sibiř a Aljaška propojeny pevninou. Když ale Američané přistanou v minulosti, uvědomí si, že budoucnost se již změnila. V minulosti potkají ruské vojáky, ale i arabské žoldnéře, kteří chtějí siberit (alaskit) zničit.

### Ruská verze
V roce 2001 je Sovětský Svaz v krizi, zatímco Spojené státy prosperují, a to díky zásobám nerostu známého jako "alaskit". Ten se nachází na Aljašce, ale geologický výzkum zjišťuje, že tyto zásoby pocházejí ze Sibiře, odkud byly odneseny dva miliony let před naším letopočtem. Toho bylo dosaženo pomocí "tau-deflektoru", který je jakýmsi strojem času využívajícím jako palivo alaskit. Ten přemístí předmět, do něj vložený, do doby dvou milionů let před naším letopočtem. Rusové se s touto situací nesmíří a vytvoří Pliocénskou divizi rudé armády, která je, s cílem zabránit Američanům v krádeži sibiřských ložisek, vyslána tau-deflektorem do minulosti.

## Postavy

### Hlavní postavy
- John Macmillan – Hlavní postava americké kampaně. Americký voják, který se účastní Operace Globe Mine. Byl vybrán, protože v budoucnosti nikoho neměl, ale několik dnů před vstupem do EONu poznal vědkyni Joan Fergusson, do které se zamiloval. Tím se jeho odchod do minulosti stal těžším. Je schopný velitel, oblíbený u vojáků. Hraje důležitou roli i v ruské kampani, kde se stává hlavním nepřítelem Burlaka (hlavního hrdiny ruské kampaně).[2]

- Jurij Ivanovič "Burlak" Gorkij – Hlavní postava ruské kampaně. Burlak je mechanik třetí třídy a vlastenec oddaný své vlasti. Má bratra Vsevoloda, který se mise též účastní. Burlak je, stejně jako Macmillan, schopný a oblíbený velitel. V průběhu kampaně si postaví svůj osobní tank, který pojmenuje Máša. Krátce se objeví i v americké kampani, jako člen aliance.[3]

- Heike Steyer – Měla být hlavní postavou arabské kampaně. Je to německá žoldnéřka bojující za Araby. Objeví se krátce v americké kampani, ale důležitější roli má v kampani ruské, kde se přidá k takzvané legii, což jsou žoldnéři, kteří se odtrhli od Arabů. Jako členka legie obchoduje s Burlakem.[4]

### Americké postavy
- Joan Fergusson – Vědkyně, kterou Macmillan poznal několik dní před vstupem do EONu. Později je však americká základna na Sibiři napadena a Joan je nucena vstoupit do EONu. Skutečnost, že v budoucnosti nechala rodinu, ztěžuje její odchod do minulosti.
- Arthur Powell – Americký důstojník a později i vrchní velitel. Má s Macmillanem napjaté vztahy, ale později se zlepší.

- Generál Ron Harrison – Vrchní velitel amerických sil. Později je zabit a nahrazen Powellem.

- Andy Cornell – Macmillanův nejlepší přítel. Je to schopný voják, který je však Powellovou vinou zajat.

- Frank Forsyth – Jedná se o nejlepšího průzkumníka jakého mají Američané k dispozici. Má smysl pro humor a občas působí lehkomyslně.

- Bobby Brandon – První člověk, kterého John v minulosti potkal. Do armády vstoupil pod vlivem svého otce a má úzkostlivou povahu. Je však výborný mechanik.

- Cyrus Parker – Druhá osoba, kterou Macmillan v minulosti potkal. Má časté sarkastické poznámky. Do armády vstoupil, aby se vyhnul vězení.

- Lisa Lawson – Schopná vojačka, která do armády vstoupila, aby zapomněla na pohnuté dětství. Žárlí na Joan.

- Jeremy Sikorski – Americký důstojník, kterého John potká již před vstupem do EONu.Je velmi schopný a vyznává myšlenku, že velitel by měl do boje jít první. To se mu stane osudným.

- Paul Chattam – Americký vědec arabského původu. Později uteče, protože nebude chtít bojovat proti Arabům.

- Tim Gladstone – První Američan, jehož přistání bylo zaznamenáno. Ukrýval se mezi opičáky a umí jejich řeč, díky čemuž je Američané začnou ochočovat.

- Denis Peterson – Vědec specializující se na optoelektroniku. Sestrojí Američanům radar.

- Hugh Stevens – Americký vědec, který vede výzkum siberitové bomby.

### Ruské postavy
- Vsevolod Ivanovič Gorkij – Burlakův bratr. Má zkušenosti z bojů v severní Číně. Je to schopný velitel.

- D. N. Platonov – Ruský důstojník, který se nakonec stane i vrchním velitelem ruských sil. Burlak často operuje pod jeho velením, ale jejich vztahy jsou velmi špatné, přičemž se Platonov obává Burlakových úspěchů. Proto se jej snaží zbavit.

- Maršál M. N. Jašin – Vrchní velitel sovětských sil. Má dobré vztahy jak s Burlakem, tak i s jeho bratrem. Později se však dopustí řady chyb, které způsobí smrt spousty vojáků.

- Generál Morozov – První ruský voják, jehož přistání bylo zaznamenáno. Před příletem Jašina velel ruským jednotkám.

- Sergej Popov – Jeden z Burlakových nadřízených. Často mu zprostředkovává rozkazy.

- Desátník Gněvko – První člověk, kterého Burlak v minulosti potkal.

- Doktorka Kirilenková – Vědkyně, která přistála brzy po Burlakovi.

- Poručík Pokryškin – Důstojník, jehož jednotku Burlak brzy po přistání potká. Je zabit během útoku na americkou základnu a velení po něm převezme právě Burlak.

- Ilja Kovaljuk – Vojín, který v počátečních misích působí pod Burlakem.

- P. M. Belkov – Voják, který je členem Pokryškinovy jednotky. Poté, co mu Burlak zachrání život, se stanou přáteli.

- Dimitrij Gladkov – Důstojník, přítel Vsevoloda. Rozhodne se postavit Platonovovi, který se ujme velení nad ruskými silami.

- Oleg Gleb – Prokurátor, který je k Burlakovi přiřazen jako stranický komisař.

- Profesor Scholtze – Vědec, který studoval tau-defektor.

- Raul Xavier – Žoldnéř, který se přidá k Rusům, protože Zná Kirilenkovou ze svojí budoucnosti, kde mu zachránila život.

- Profesor Bystrov – vědec, který zjistí, jak zaměřit hlavní ložisko alaskitu.

### Arabské postavy
- Kurt Schmidt – Žoldnéř, který stojí za vznikem legie. Důležitou roli hraje hlavně v americké kampani, kde obchoduje s Macmillanem.

- Šejk Omar Ali – Jeden z arabských velitelů. Objeví se v obou kampaních, kde proti němu hráč bojuje. Je si blízký s Heike.

- Šejk Abdul Schariff – Další z arabských velitelů.

- Dietrich Grenscher – Velitel žoldnéřů věrných Arabům. Velí také základně nacházející se u výzkumné základny Epsilon.

### Postavy aliance
- Peter Roth – Americký vědec, který spolu-založil alianci. Je Johnovým přítele a snaží se jej přesvědčit, aby se k alianci přidal.

- Profesor Gossudarov – Ruský vědec, který alianci založil spolu s Petrem Rothem. Burlak jej předtím zachránil ze zajetí Arabů. Gossudarov se Burlaka pokusil přesvědčit, aby se k alianci připojil.

## Nepřátelé
- Americká strana. V této kampani hrajete za poručíka Johna MacMillana. Tato kampaň, která představuje jakýsi úvod do světa Original War a doporučuje se ji hrát jako první, a to i kvůli tomu, že na ni ruská kampaň do jisté míry navazuje. Na začátku se hraje jen s MacMillanem, který se musí skrývat před ruskými vojáky, najít další své spolubojovníky a probít se na vlastní základnu. Ani tam problémy nekončí. Na základnu útočí nepřátelé a chybí stavební materiál i lidé. Prostý úkol přežít se jeví jako značně obtížný, zvláště když má nepřítel převahu v lidech i technice. A k tomu můžeme ještě přidat neschopnost některých vlastních velitelů a jejich nesmyslné rozkazy.

- Ruská strana. V této kampani hrajete za mechanika Burlaka. Tato kampaň je mírně pomalejší, protože ze začátku se spíše pohybujete v jedné z hlavních základen. Později zaútočí Arabové a uštědří Rusům řadu těžkých porážek. V té chvíli musí Burlak pomáhat zachránit své soudruhy, což mu značně ztěžuje jeho velitel, například nezasláním slibovaného materiálu. V dalších misích se Burlak dostane na hlavní základnu a dostane za úkol průzkum arabských pozic, což mu stále komplikuje jeho velitel, jenž žárlí na Burlakovy úspěchy a pomocí různých intrik usiluje o jeho smrt.

- Aliance. Od desáté mise je možné hrát za Alianci. Jde o skupiny lidí odštěpených jak z americké, tak ruské strany, zaměřující se hlavně na výzkum artefaktů a snahu vyřešit vše "mírovou" cestou. Přejít na tuto stranu se dá jak během americké tak ruské kampaně.

- Arabská strana. Za tuto stranu nelze hrát, pokud nepočítáme modifikace, k jejichž spuštění je ovšem třeba mít patch. Jde o žoldnéře, kterým občas velí arabský šejk. Arabským jednotkám se nedá příliš věřit – mohou pomáhat, ale taky třeba zradit, rádi kradou technologie. Tato strana hru zajímavě zpestřuje. V kampani měla být hlavní postavou Heike Steyerová.

- Pravěcí tvorové. Kromě lidských nepřátel mohou být nebezpeční i místní pravěcí tvorové. Potkat lze Mastodonta (jen jako jezdecké zvíře, na kterých jezdí arabští šejci), šavlozubého tygra, dále dravého ptáka Phorusrhacose, opičáky (Homo erectus pekinensis), nějaký druh vakomyši a v řekách drobné rybky. Zabíjením zvířat lze své jednotky vycvičit ve střelbě. Ze zvířat jsou nebezpeční šavlozubí tygři, mastodonti a opičáci – (pokud se jedná o agresivní druh, napadají vaše jednotky). Zbytek zvířat se brání maximálně útěkem (např. dravý pták). Opičáky lze ochočit a různé strany je různě vycvičí – třeba jako chodící bomby, na vojáka, na dělníka apod…

## Povolání
Všechny herní postavy mohou kdykoliv během hry v příslušné budově změnit své povolání. Důležité je neměnit povolání jednotkám, u nichž není postavena budova pro návrat k původnímu povolání. Například udělat ze všech vojáků dělníky a nemít možnost z nich ihned udělat zase vojáky. Bez vědců zase nelze vyléčit umírající vojáky. Všechna povolání mohou bojovat, dostavovat budovy a řídit vozidla, ale je potřeba zdůraznit, že to dělají mnohem hůř než profesní specialisté. Ve hře je možné využívat čtyři základní profese.
- Voják: obsah práce je boj a zabíjení. Voják je rovněž jedinou profesí, která se umí plížit a uniknout tak do jisté míry pohledu nepřátel. Kromě běžného vojáka se lze v amerických misích specializovat na odstřelovače, ruskou specializací je raketometčík a arabské jednotky umí vycvičit minometčíka – podmínkou je vynalezení konkrétních technologií. Rusové a Arabové umí cvičit vojáky i z opičáků.

- Dělník: Náplní práce je stavění budov a jejich opravy a nošení materiálu z místa jejich objevení do skladu. Dělníky umí ruská i americká strana vycvičit z opičáků. I zde je nutné získat správnou technologii.

- Mechanik: Staví a řídí veškerá vozidla a stroje. Po postavení dílny umí namontovat zbraně na automatická i lidmi obsluhovaná obranná zařízení a následně je osobně nebo na dálku ovládat. Toto povolání je jen pro lidi.

- Vědec: Vynalézá technologické postupy, léčí zraněné jednotky, objevuje ložiska surovin a umí ochočit divoké opičáky, aby je bylo možno později vycvičit. Ruští vědci získávají po vynalezení počítačů i schopnost hackovat. Arabští vědci mají schopnost (po vynalezení dané technologie) kontaminovat ložisko siberitu/alaskitu (název se liší dle strany za kterou se hraje), kolem ložiska se začne šířit smrtelná radiace a na konec exploduje. Povolání vědce je pouze pro lidi.

- Pouštní bojovník – je zvláštní, pouze arabské povolání. Pouštní bojovník ovládá schopnost ochočit mamuta i tygra a vyměnit zbraň z pušky na šavli a zase zpět. Jednotka nemůže své povolání změnit na jiné. Toto povolání je jen pro lidi. Lze ji ovládat nejspíše pouze v multiplayeru či poslední misi za alianci, kdy se k hráči může za určitých podmínek připojit.

- Kamikadze – je zvláštní povolání pro opičáky. Opičáky je nutno vybavit dynamitem a ti poté podniknou sebevražedný útok, při kterém značně poškodí či zničí nepřátelské jednotky nebo stavby. Toto povolání je dostupné jen arabské straně a podmínkou je vynalezení konkrétních technologií. Toto povolání je jen pro opičáky.

## Vlastnosti
Vlastnosti jednotlivých postav jsou většinou pevně určené. A pro hru samostatnou nejsou příliš důležité. Shrnuté jsou pod pět typů ikon.
- Pohyb – Obsahuje dvě vlastnosti: obratnost a rychlost. U jednotlivých postav jsou různě vysoké a po dobu hry se nemění.
- Obrana – může obsahovat až čtyři vlastnosti: výdrž, dovednost (určenou číslem a procentem), lehkou zbroj a obranu. Pevně daná je zde jen výdrž, dovednost a obrana se mění podle úrovně bojové dovednosti a lehkou zbrojí jsou postavy vybaveny jen při povolání voják.
- Útok proti měkkým cílům – obsahuje tři vlastnosti: zbraň, boj (určovaný násobkem dvou čísel a procentem) a útok proti měkkým cílům. Pevně určená je jen zbraň, dvě zbývající se mění podle úrovně bojové dovednosti a objeví se jen při změně povolání na vojáka.
- Útok proti vozidlům – obsahuje tři vlastnosti: zbraň, boj (určovaný násobkem dvou čísel a procentem) a útok proti vozidlům. Pevně určená je jen zbraň, dvě zbývající se mění podle úrovně bojové dovednosti a objeví se jen při změně povolání na vojáka.
- Útok proti budovám – obsahuje tři vlastnosti: zbraň, boj (určovaný násobkem dvou čísel a procentem) a útok proti budovám. Pevně určená je jen zbraň, dvě zbývající se mění podle úrovně bojové dovednosti a objeví se jen při změně povolání na vojáka.

## Zkušenosti a dovednosti
Druhy dovedností jsou čtyři a odpovídají předchozím čtyřem typům povolání.
- Bojová – určuje, jak efektivně je postava schopna používat zbraně (střelné, bodné, …)
- Pracovní – ovlivňuje, jak rychle postava postaví nebo opraví budovu, manipuluje se zásobami, obsadí prázdnou nepřátelskou budovu atd.
- Mechanická – ovlivňuje rychlost opravování vozidel a stavby vozidel, také schopnost přežít s vozidlem v boji (odolnost, bojová síla, rychlost)
- Vědecká – ovlivňuje efektivitu objevování nových technologií v laboratoři a rychlost léčení a používání vyzkoumaných technologií v praxi: ochočení opolidí, kontaminace ložiska, apod.

Po skončení každé mise je možné přidělovat jednotlivé postavě zkušenosti pro konkrétní dovednosti. Vždy se určí hlavní dovednost, např. bojová, která získá většinu zkušeností. Ale malé množství zkušeností se pokaždé rozdělí i na zbývající tři dovednosti.

## Modifikace
Existuje mnoho OW komunit jako např. OWAR centrum a jsou vydávány různé patche. Tyto patche opravují chyby ve hře a přidávají možnost vytvořit si vlastní kampaň (modifikaci), v níž lze hrát za jakoukoliv z všech tří stran. Tímto způsobem vzniklo několik arabských kampaní. Například Arabian nights, na níž spolupracuje i Altar, který OW vytvořil, či české modifikace, jako například Arabian story nebo mód Čtenáři Koránu. Nejvíce rozšířenou modifikací je ale Throwback neboli Návrat do minulosti, kterou vytvořila Emerson Games a Freya Group. Jedná se o modifikaci zaměřenou na multiplayer, ale najdeme tu i rozpracovaný Arabian Story neboli Příběh Arabů, který Throwback hostuje.

## Přijetí
| Udělil            | Skóre       |
| ----------------- | ----------- |
| Games.cz          | 9/10        |
| Gaming Professors | nehodnoceno |

Hra byl kladně hodnocena v recenzích; průměr hodnocení se pohybuje u 85 %. Hra obdržela od Pan European Game Information hodnocení 18 s nálepkou diskriminace.
V zahraničí hra doplatila na slabý marketing, nedostatečnou podporu ze strany vydavatele a časté přirovnávání k, na první pohled podobnému, Red Alert 2. To vedlo ke slabým prodejům v Americe a následně komerčnímu neúspěchu hry. Navíc hra obdržela v zahraničí slabší hodnocení v recenzích. Průměr na Metacritic je 61 %. Hráči však hru hodnotili pozitivně i v zahraničí.
Original War je považovaný za jednu z nejlepších českých počítačových her. V anketě webu Bonusweb byl Original War zvolen 6. nejlepší česko-slovenskou hrou. Redakční anketa serveru Games.cz pak Original War označila za 10. nejlepší českou hru. Server Refresher pak hru umístil na 9. místo mezi českými a slovenskými hrami. Server PcTuning označil Original War za 3. nejlepší českou hru a za celkově nejlepší českou strategickou hru.